# Toxik
Toxik – amerykański zespół thrashmetalowy pochodzący z Nowego Jorku. Zespół został założony w 1985 roku z inicjatywy Josh Christian'a i Lee Ervin'a. Zespół grał techniczny thrash metal z elementami speedmetalu, całość jednak charakteryzowała się progresywnym i wyszukanym brzmieniem. Toxik działał w latach 1985 do 1992. Grupa została reaktywowana na krótko w 2007 roku oraz ponownie w 2013 roku.

## Dyskografia
- Wasteland (1986, demo, wydanie własne)[2]
- World Circus (1987, Roadracer Records)[3]
- Think This (1989, Roadracer Records)[4]
- Dynamo Open Air 1988 (2007, DVD, Displeased Records)[5]
- Think Again (2010, DVD, Toxik)[6]